# 1568 en science
| Années de la science : 1565 - 1566 - 1567 - 1568 - 1569 - 1570 - 1571    |
| Décennies de la science : 1530 - 1540 - 1550 - 1560 - 1570 - 1580 - 1590 |

Cet article présente les faits marquants de l'année 1568 en science.

## Événements
- Biologie : création du jardin botanique de l'Université de Bologne (Orto botanico dell'università di Bologna) par Ulisse Aldrovandi[1].

## Publications
- Daniel Barbaro : La pratica della perspettiva (Pratique de la Perspective). Ce traité contient la plus ancienne description connue de l'utilisation d'une optique avec la camera obscura ;
- John Caius : Histoire de l'Université de Cambridge (History of the University of Cambridge), Londres, 1568, 8vo; 1574, 4to, en latin ;
- Rembert Dodoens : Florum et coronariarum odoratarumque nonnullarum herbarum historia, Anvers, 1568 ;
- Samuel Eisenmenger : Prognosticon und Weissagung der fürnemsten dingen so vom MDLXIIII Jar bis auff das MDCVII sich zutragen werden aus den Finsternussen und grossen Ephemeri des Hochgelerten Cypriani Leovicii und aus dem Prognostico Samuelid Syderocratis gezogen und zusammen gestellt, Bâle, 1568 ;
- Ambroise Paré : Traicté de la peste, de la petite verolle et rougeole avec une bresve description de la lèpre. André Wechsel, Paris, 1568 ; Gabriel Buon, Paris, 1580 ;
- Bartolomeu Velho : Cosmographia, Paris, 1568.

- La Réponse au paradoxe de Malestroit touchant à l'enrichissement de toutes choses et le moyen d'y remédier, de Jean Bodin[2], pose les bases de la théorie quantitative de la monnaie[3].

## Naissances

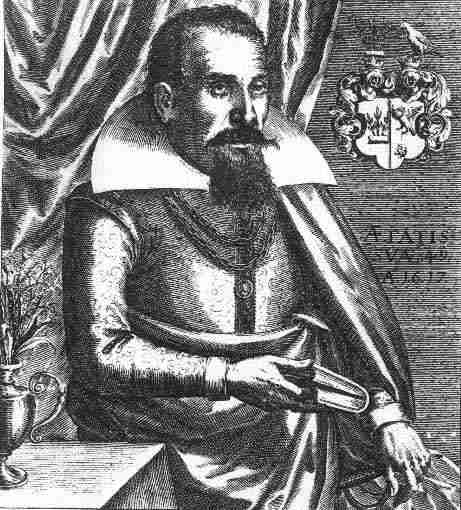
Michael Maier

- 2 octobre : Marin Ghetaldi (mort en 1626), homme politique, mathématicien et physicien italien.
- 11 décembre : Nicolas Ager (mort en 1634), botaniste français.

- George Bruce de Carnock (mort en 1625), marchand et ingénieur écossais.
- Michael Maier (mort en 1622), médecin et alchimiste allemand.
- Joris van Spilbergen (mort en 1620), navigateur néerlandais.

## Décès
- 20 février : Bartolomeu Velho, cartographe et cosmographe portugais.
- 16 avril : Guglielmo Gratarolo (né en 1516), médecin italien.
- 13 juillet : William Turner (né entre 1510 et 1515), ornithologue et botaniste anglais.
- 21 août : Vittore Trincavelli (né vers 1496), médecin et philosophe vénitien.
- Septembre : Ñuflo de Chaves (né en 1518), explorateur et conquistador espagnol.

- Wilhelm Klebitz (né vers 1533), théologien protestant et mathématicien allemand.
- Juan de Ortega (né en 1480), mathématicien espagnol.
- Garcia de Orta (né vers 1500), médecin et botaniste portugais.